# NGC 5149
NGC 5149 (również PGC 47011 lub UGC 8444) – galaktyka spiralna z poprzeczką (SBbc), znajdująca się w gwiazdozbiorze Psów Gończych. Odkrył ją William Herschel 1 maja 1785 roku. Jest zaliczana do radiogalaktyk.
W galaktyce tej zaobserwowano supernową SN 2006by.